# Inga Tobiasson
Inga Margareta Tobiasson, född Olsson den 11 juli 1920 i Arbrå församling i Gävleborgs län, död 21 december 2023, var verksam som barnteaterpedagog i Stockholm. Hon var även som pionjär barnprogramledare i radio och TV.

## Biografi
Föräldrarna var vävlärarinnan Ingrid Jonsson och Johan Lars Olsson, Motorförarnas Helnykterhetsförbunds förste förbundsordförande. Föräldrarna var musikaliska och sjöng i kyrkokör. När fadern var ute och talade på olika MHF-möten var dottern  ofta med och sjöng.

### Barnteater
1929 flyttade familjen till Bromma i Stockholm. Där drev den ryske flyktingen Matwey Schischkin barnteatersällskapet Kottarna. Denne hade varit elev hos Stanislavskij och lärt sig utnyttja improvisationen som teatermetod.  Inga Tobiasson började i Kottarna som 13-åring. Redan som 15-åring blev hon sekreterare i den välkända gruppen och var också med i sitt första radioprogram.
Som 17-åring slutade Inga Tobiasson skolan för att undervisa barn både i Kottarna och i Alviks skola. Hon ledde Småkottarna som bland annat spelade svensk och rysk musik på sina minibalalajkor. Gruppen var populär och turnerade i hela Sverige och uppträdde i radio.
"Skådespeleri utan manus" övertog Inga Tobiassons som pedagogik när hon 1937 själv började leda barngrupper i Kottarna. Hon blev Schischkins assistent när de på Skoldirektionens uppdrag besökte skolor för att introducera teater i undervisningen. 1947 startade Inga Tobiasson Lekteatern där barnens personlighet skulle frigöras genom improvisation och skådespeleri. Deras självförtroende skulle stärkas genom att de fick sjunga, spela och dansa.
Från tidigt 1960-tal hade hon all sin undervisning förlagd till Midsommargården i Stockholm där hon vid 75 års ålder fortfarande ledde barngrupper. Först vid 89 års ålder slutade hon helt. Några artister som debuterat i Inga Tobiassons barngrupper är Lasse Lönndahl, Margreth Weivers, Eva Gröndahl och Victoria Kahn.

### Radio och TV
Inga Tobiasson började göra radioprogram för barn på 1930-talet. Många av programmen hade radions barnprogramchef Barbro Svinhufvud som producent, som tidigt kom att gå över till TV. Hon lockade Inga Tobiasson att tillsammans med sina egna barn medverka under försökssändningarna åren 1954–55. På lördagar sändes "Sagostunden" direkt från Södra Teatern. Programidén kom att utvecklas av producenten Karin Falck och levde vidare i "Innan vi lägger oss"  som blev en långkörare (1957–1961). I direktsändning en halvtimme på lördagar läste Inga Tobiasson godnattsagor och sjöng barnvisor tillsammans med sina fem barn, Bosse, Lasse, Ingrid, Kerstin och Anders. 1961 slutade hon med radio och TV för att helt ägna sig åt sina sång-, teater- och rytmikgrupper i Midsommarkransen.

### Familjen
Genom TV blev familjemedlemmarna välkända. På 1960-talet turnerade Inga Tobiasson och hennes barn i folkparkerna. Maken Sven Tobiasson (1916–1982) var också med. Familjen gjorde reklamfilmer för Kellogg’s och Bjäre sylt.
Av de fem musikaliska barnen har två kommit att arbeta professionellt med musik: Bo Tobiasson (född 1944) som kördirigent och Ingrid Tobiasson (född 1951) som operasångerska. 
Makarna Tobiasson är gravsatta på Norra begravningsplatsen utanför Stockholm.

## Priser och utmärkelser
Inga Tobiasson tilldelades 2002 utmärkelsen S:t Eriksmedaljen för sin barnteaterverksamhet som utvecklat barns självkänsla. Hon har även fått DN På stans Guldkänga och Stockholms läns landstings kulturpris. 1965 vann hon den första Hälsingehambon. 2012 fick hon Sveriges minsta musikpris Långsjalen.